# 清华大学老校医院

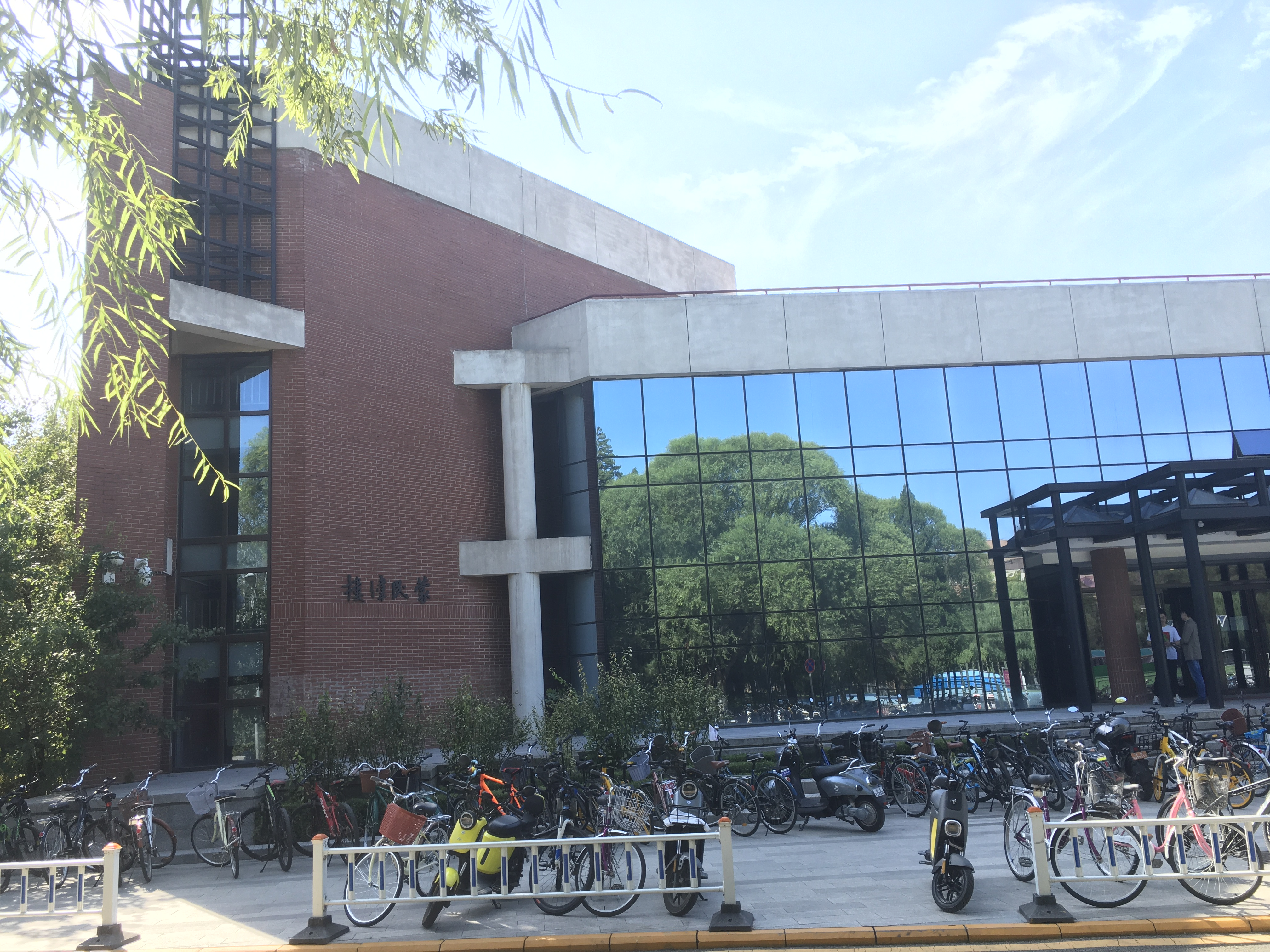
老校醫院現址—清華大學蒙民偉樓

清华大学老校医院是清華大學已拆除的早期建築物，是一組灰色平房，建於1909-1911年間，位於清華大學西區體育館南面。清華創校初期即設立醫務院，後稱校医院，負責全校師生的健康。
老校醫院擁有足夠的床位以及醫療設備。每年會與體育部合作，對全校學生進行兩次的體檢。隨著學校的發展，老校醫院不敷使用，1966年搬去清华大学生物馆，原址改為摻產作坊、音樂室。1990年代拆除，改為蒙民伟樓。